# Salto con gli sci alla XXIV Universiade invernale
Nel salto con gli sci alla XXIV Universiade invernale si sono disputate quattro gare: tre maschili e una femminile. Le gare si sono svolte dal 20 al 25 febbraio 2009 a Yabuli, in Cina, sui trampolini K90 e K125 Dragon Hill.

## Podi

### Uomini
| Evento           |                                                         |         |                                                            |        |                                                          |       |
| Oro              | Punteggio                                               | Argento | Punteggio                                                  | Bronzo | Punteggio                                                |       |
| K90 individuale  | Kim Hyun-ki                                             | 261,0   | Marcin Bachleda                                            | 257,0  | Bastian Kaltenböck                                       | 251,0 |
| K125 individuale | David Unterberger                                       | 247,8   | Kim Hyun-ki                                                | 244,7  | Choi Heung-chul                                          | 244,3 |
| K90 a squadre    | Corea del Sud Choi Heung-chul Choi Yong-jik Kim Hyun-ki | 726,5   | Austria Bastian Kaltenböck Stefan Kaiser David Unterberger | 713,5  | Germania Florian Schillinger Nico Faller Jörg Ritzerfeld | 677,0 |

### Donne
| Evento          | Oro            | Punteggio | Argento        | Punteggio | Bronzo      | Punteggio |
| K90 individuale | Misaki Shigeno | 198,5     | Natsuka Sawaya | 188,5     | Li Zhenhuan | 119,0     |

## Medagliere
| Posizione | Paese         | Oro | Argento | Bronzo | Totale |
| --------- | ------------- | --- | ------- | ------ | ------ |
| 1         | Corea del Sud | 2   | 1       | 1      | 4      |
| 2         | Austria       | 1   | 1       | 1      | 3      |
| 3         | Giappone      | 1   | 1       | 0      | 2      |
| 4         | Polonia       | 0   | 1       | 0      | 1      |
| 5         | Cina          | 0   | 0       | 1      | 1      |
| Totale    | Totale        | 4   | 4       | 4      | 12     |